# Alpaida negro
Alpaida negro là một loài nhện trong họ Araneidae.
Loài này thuộc chi Alpaida. Alpaida negro được Herbert Walter Levi miêu tả năm 1988.